# Tŷ Hywel
Tŷ Hywel (lett. "casa di Hywel") è un edificio di Cardiff, nel Galles, utilizzato dal Parlamento gallese (in gallese Senedd Cymru, fino al 2020 Assemblea nazionale per il Galles). Prima di assumere la denominazione attuale, in onore del medievale Hywel Dda (Howell il Buono), re di Deheubarth nel sud-ovest del Galles, l'edificio era chiamato Crickhowell House (in gallese Tŷ Crughywel), dall'ex Segretario di Stato per il Galles, Lord Crickhowell. Ospita i membri del Senedd e il loro personale, nonché il personale della Commissione del Senedd. Anche il governo gallese opera dall'edificio e occupa un intero piano e parte di un altro. È affittato dal Senedd ai sensi del Government of Wales Act 1998.
L'edificio è stato inaugurato nel 1991 e ha una superficie totale di 11 583 m² (124 680 ft²). È costruito in mattoni rossi ed è collegato alla camera dei dibattiti del Senedd nella baia di Cardiff.  Fino alla costruzione del nuovo edificio del Senedd del 2006, Tŷ Hywel, allora nota ancora come Crickhowell House, è stata utilizzata come camera dei dibattiti per l'Assemblea nazionale dal 1999. Il 25 giugno 2008 il Principe di Galles ha aperto ufficialmente Siambr Hywel, la camera dei dibattiti per i giovani e il centro educativo dell'Assemblea nazionale, basata sull'ex camera dei dibattiti di Tŷ Hywel.
Tŷ Hywel fa parte degli edifici del Parlamento nella baia di Cardiff, insieme all'edificio del Senedd e al Pierhead Building, classificato di grado 1. Due ponti coperti collegano l'edificio del Senedd a Tŷ Hywel. La costruzione dei ponti di collegamento è iniziata nel settembre 2004 e sono stati completati entro dicembre 2005.